# U 255
U 255 war ein deutsches U-Boot des Typs VII C, das von der Kriegsmarine während des U-Boot-Krieges im Zweiten Weltkrieg im Europäischen Nordmeer, im Nordatlantik und in der Biskaya eingesetzt wurde.

## Bau und technische Daten
Die Vegesacker Werft der Bremer Vulkan war bereits vor Inkrafttreten des Deutsch-britischen Flottenabkommens unter Umgehung der Bestimmungen des Versailler Vertrages mit dem Bau von U-Booten beauftragt. Nach der einseitigen Aufkündigung des Abkommens durch das Deutsche Reich wurde die Werft in das U-Bootbauprogramm mit einbezogen. Bis 1944 lieferte die Vegesacker Werft der Bremer Vulkan insgesamt 74 U-Boote an die Kriegsmarine aus, davon 52 Boote vom Typ VII C. Mit seiner Länge von 67,1 m, einer Verdrängung von 761 m³ und einer Reichweite von 6.500 sm war der Typ VII C für den Einsatz im Atlantik vorgesehen. Diese U-Boote wurden daher auch „Atlantikboote“ genannt.
Wie die meisten deutschen U-Boote seiner Zeit trug auch U 255 bootsspezifische Embleme, die zum Teil auch von der Mannschaft an Mützen und Schiffchen als Abzeichen getragen wurden. An der Frontseite des U-Boot-Turms trug U 255 den Kopf eines Fuchses auf weißem Schild. Das Zeichen ging zurück auf den Vornamen des ersten Kommandanten, Reinhard, der in seiner niederdeutschen Variante Reineke den Fuchs in der Fabel bezeichnet. Links und rechts am Turm war zusätzlich jeweils das Wappen der 11. U-Flottille abgebildet.

## Kommandanten
- November 1941 – Juni 1943 Kptlt. Reinhart Reche
- Juni 1943 – August 1944 Oblt. Erich Harms
- März 1945 – Mai 1945 Oblt. Helmuth Heinrich

## Geschichte
Bis zum 30. Juni 1942 war U 255 der 8. U-Flottille unterstellt und zunächst in Königsberg, dann in Danzig stationiert. In dieser Zeit unternahm Kommandant Reche Ausbildungsfahrten in der Ostsee zum Einfahren des Bootes und zum Training der Besatzung. Am 1. Juli wurde das Boot der 11. U-Flottille zugeteilt, einer erst kurz zuvor in Bergen aufgestellten Frontflottille, in der die Boote zusammengefasst waren, die im Nordmeer eingesetzt wurden. U 255 verblieb bis zum Sommer 1943 bei der 11. U-Flottille. In dieser Zeit unternahm Kommandant Reche neben einigen Überführungsfahrten fünf Feindfahrten mit diesem Boot, auf denen er zehn Handelsschiffe versenkte.

### Geleitzugschlachten im Nordmeer
Nachdem die deutschen U-Boote beim Unternehmen Weserübung keine große Rolle gespielt hatten und deutlich hinter den Erwartungen des Befehlshabers der U-Boote zurückgeblieben waren, plante Karl Dönitz im Sommer 1942 keine weitere Verstärkung der U-Bootwaffe in arktischen Gewässern. Völlig entgegengesetzte Ansichten vertrat jedoch der  Oberbefehlshaber der Kriegsmarine. Erich Raeder sah in einer schlagkräftigen Flottille, die mindestens jeweils acht Boote zum Angriff auf die Nordmeergeleitzüge einsetzen konnte, eine effiziente Möglichkeit, die Versorgung der Sowjetunion mit Waffen und kriegswichtigen Gütern zu unterbinden. Um acht Boote gleichzeitig einsetzen zu können, wurden nach Raeders Berechnungen 23 Boote in Norwegen stationiert – hierzu gehörte auch U 255. Das Boot lief nach einer fünftägigen Überführungsfahrt von Kiel am 20. Juni 1942 in Narvik ein. Von hier aus lief das Boot am 18. Juli zu seiner ersten Unternehmung im Nordmeer aus. Beim Angriff auf den Nordmeergeleitzug PQ 17 versenkte Kommandant Reche vier Frachter mit 25.506 BRT.
- 6. Juli 1942 amerikanischer Dampfer John Witherspoon (7.191 BRT) mit Torpedo versenkt[2]
- 7. Juli 1942 US-amerikanischer Dampfer Alcona Ranger (5.118 BRT) nach Torpedotreffer durch Artilleriebeschuss versenkt[2]
- 8. Juli 1942 US-amerikanischer Dampfer Olopana (6.069 BRT) nach Torpedotreffer durch Artilleriebeschuss versenkt[2]

Am Angriff auf den Geleitzug PQ 17 waren auch deutsche Luftstreitkräfte beteiligt. Zwei Ju-88 Kampfflugzeuge des Kampfgeschwaders 30 hatten im Verlauf der Attacken einen niederländischen Dampfer so schwer beschädigt, dass dieser von seiner Besatzung aufgegeben und von U 255 einige Tage später steuerlos in See treibend aufgefunden wurde. Kommandant Reche entschied sich, einige Besatzungsmitglieder unter dem Kommando des Zweiten Wachoffiziers an Bord des Frachters zu schicken. Nachdem der Trupp einige Dokumente geborgen hatte, ließ Reche das niederländische Schiff mit einem Torpedofangschuss versenken.
- 13. Juli 1942 niederländischer Dampfer Paulus Potter (7.168 BRT) mit Torpedo versenkt[2]
- 20. September 1942 US-amerikanischer Dampfer Silver Sword (4.937 BRT) durch Torpedotreffer versenkt[2]

Am 23. September 1942 erfolgte südlich von Jan Mayen ein Angriff durch ein "Catalina"-Flugzeug der Royal Navy, bei dem das Boot schwer beschädigt wurde und zu seinem Stützpunkt zurückkehren musste.
- 26. Januar 1943 sowjetischer Dampfer Krasnyi Partizan (2.418 BRT) durch Torpedotreffer versenkt[2]
- 29. Januar 1943 sowjetischer Dampfer Ufa (1.892 BRT) durch Torpedotreffer versenkt[2]

Am 3. Februar 1943 versenkte Kommandant Reche aus dem Geleitzug RA 52 einen Frachter:
- 3. Februar 1943 US-amerikanischer Liberty-Frachter Greylock (7.460 BRT) durch Torpedotreffer versenkt.[2]
- 5. März 1943 US-amerikanischer Dampfer Executive (4.600 BRT) durch Torpedotreffer versenkt[2]
- 10. März 1943 US-amerikanischer Dampfer Richard Bland (7.191 BRT) mit Torpedo versenkt[2]

Im Juli 1943 gab Kapitänleutnant Reche das Kommando ab und wurde dem Stab des Führer der U-Boote Norwegen, Rudolf Peters zugeteilt. Das Kommando auf U 255 übernahm am 7. Juli Oberleutnant zur See Erich Harms.
Am 27. Juli 1943 versenkte Kommandant Harms das sowjetische Forschungsschiff Akademik Shokalskiy mit 300 t.

### Im Nordatlantik und in der Biskaya

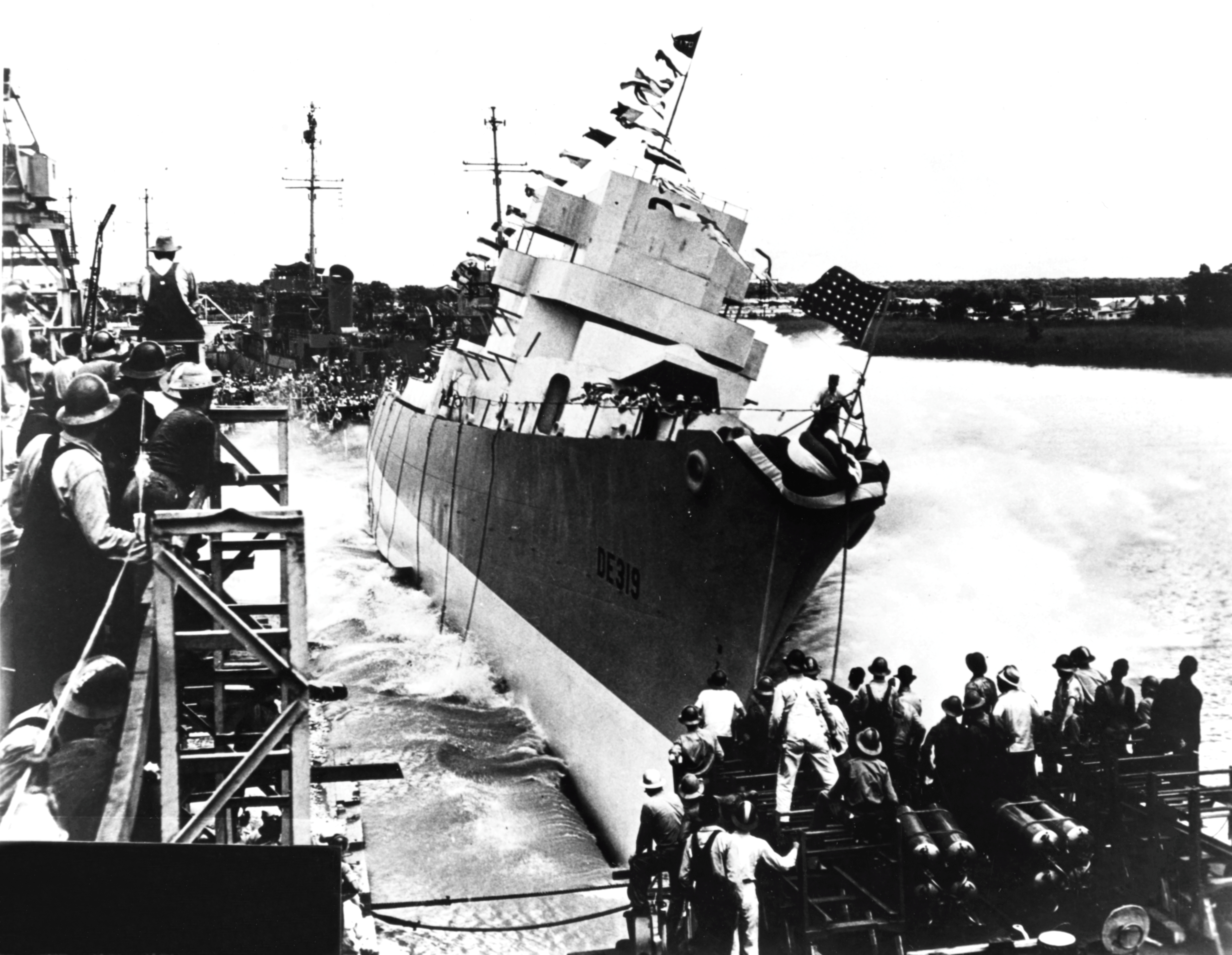
Der Zerstörer USS Leopold, hier beim Stapellauf, wurde von U 255 versenkt

Kommandant Harms lief am 26. Februar 1944 zu seiner zweiten Unternehmung mit U 255 aus. Das Boot war seit Dezember 1943 der 7. U-Flottille zugeteilt, die in Saint-Nazaire stationiert war und verlegte entsprechend vom Nordmeer nach Nordfrankreich, um im Folgenden im Atlantik eingesetzt zu werden. Das Boot war auf dieser Unternehmung der U-Bootgruppe Preußen zugeteilt, die im März zusammengestellt worden war, um nach Maßgaben der von Karl Dönitz entwickelten Rudeltaktik das Gefecht mit alliierten Geleitzügen suchen sollte. Hierfür bildeten die 11 Boote der Gruppe einen Suchstreifen bei den britischen Inseln. Am 9. März meldete Kommandant Harms einen Geleitzug, der aus mehreren Tankern bestand: CU 16 war in der Karibik zusammengestellt worden, befand sich auf dem Weg von New York nach Großbritannien und wurde von sechs Geleitschiffen begleitet, allesamt Zerstörer. Einer der Zerstörer, die Leopold, ortete U 255, während Kommandant Harms versuchte, am Geleitzug Fühlung zu halten und attackierte das U-Boot mit Wasserbomben und Artillerie. Harms griff seinerseits das Kriegsschiff mit einem Torpedo an und ließ U 255 anschließend tauchen. In Folge des Torpedotreffers brach die Leopold auseinander und sank, während ihre bereits scharfgemachten Wasserbomben in die See rollten, bei Erreichen der eingestellten Tauchtiefe detonierten und große Teile der Besatzung töteten, die im Wasser trieb.
Bei einem weiteren Luftangriff am 11. März 1944 wurden zwei Mannschaftsmitglieder verletzt. Am 11. April lief das Boot in seinem neuen Stützpunkt St. Nazaire ein.

## Außerdienststellung und Versenkung
Das Boot wurde nach einer erneuten Beschädigung im August 1944 außer Dienst gestellt und im April 1945 als Minenleger verwendet. Am 8. Mai lief U 255 von St. Nazaire aus erreichte am 17. Mai 1945 Loch Eriboll, wo das Boot der Royal Navy übergeben wurde. Anschließend wurde das Boot an die nordirische Küste nahe Londonderry überführt, wo es einige Monate verblieb. Im Herbst 1945 wurde U 255 an die Südküste Schottlands verbracht, von wo aus es am 11. Dezember durch die Fregatte HMS Cubitt im Rahmen der Operation Deadlight auf eine Versenkungsposition geschleppt wurde. Am 13. Dezember versenkten Bristol Beaufighters das Boot durch Raketenbeschuss. U 255 sank um 13:30 Uhr auf der Position 55°50' N/ 10°05' W.